# Пересчёт
«Пересчёт» (англ. Recount) — телевизионный художественный фильм, политическая драма режиссёра Джея Роуча, вышедшая в 2008 году. В главных ролях задействованы Кевин Спейси и Джон Хёрт. Фильм основан на реальных событиях.
Картина стала лауреатом трёх премий «Эмми» и премии «Золотой глобус» в категории «Лучшая женская роль второго плана — мини-сериал, телесериал или телефильм» (Лора Дерн) и заслужила похвальные отзывы кинокритиков.

## Сюжет
Сюжет фильма рассказывает о президентских выборах в США 2000 года: политических интригах соперников, победе Джорджа Буша и проигрыше Альберта Гора.

## В ролях
| Актёр            | Роль               |
| ---------------- | ------------------ |
| Кевин Спейси     | Рон Кляйн          |
| Джон Хёрт        | Уоррен Кристофер   |
| Лора Дерн        | Кэтрин Харрис      |
| Том Уилкинсон    | Джеймс Бейкер      |
| Денис Лири       | Майкл Хули         |
| Эд Бегли-младший | Дэвид Бойс         |
| Боб Балабан      | Бенджамин Гинзберг |
| Брюс Макгилл     | Джон Стипанович    |
| Митч Пиледжи     | Билл Дэйли         |
| Дерек Сесил      | Джереми Бэш        |

## Создание
О съёмках фильма было объявлено в апреле 2007 года, на пост режиссёра рассматривался Сидни Поллак. В августе того же года Поллак покинул состав съёмочной группы из-за тяжелой болезни — у режиссёра был обнаружен рак. Поллака заменил Джей Роуч, приступивший к съёмкам в том же месяце. Большая часть сцен фильма была снята в Таллахасси, штат Флорида.

## Критика
Фильм собрал преимущественно положительные отзывы кинокритиков. Рейтинг картины на авторитетном сайте Rotten Tomatoes, основанный на 19 рецензиях, составляет 76 %.
Репортёр газеты The New York Times Алессандра Стэнли назвала фильм «проницательным и чрезвычайно увлекательным». Авторитетный кинокритик Роджер Эберт поставил картине 3 звезды из четырёх, добавив, что «фильм поражает своей открытостью и искренностью».